# Sergej Luk'janenko
Sergej Vasil'evič Luk'janenko (in russo Сергей Васильевич Лукьяненко?; Karatau, 11 aprile 1968) è uno scrittore russo autore del Ciclo dei Guardiani.

## Biografia
Luk'janenko è nato a Karatau, in Kazakistan, parte dell'allora Unione Sovietica. Dopo la scuola superiore si trasferì ad Almaty (allora Alma-Ata), dove ha studiato psichiatria. Nello stesso istituto, Alma-Ata State Medical Institute, ha svolto poi un periodo di praticantato, per essere assunto (dopo la laurea, 1992) in uno degli ospedali della città e specializzarsi in psichiatria infantile. Poco dopo ha abbandonato la professione medica, anche a causa delle difficoltà economiche, dedicandosi alla scrittura.
Dal 1993 al 1996 ha lavorato presso una rivista locale di fantascienza. Nel 1996 si è trasferito a Mosca dove lavora e vive con la sua famiglia.

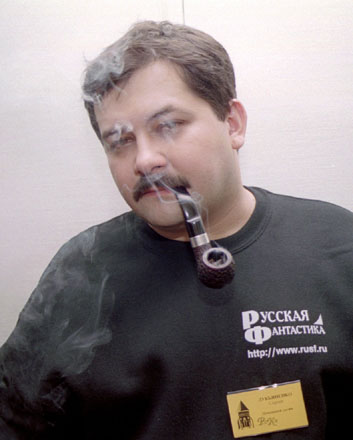

### Vita privata
Luk'janenko ha incontrato la sua futura moglie Sonja nel 1990 mentre frequentava l'università, per sposarsi con lei più tardi lo stesso anno. È una collega psichiatra, anch'essa specializzata in psichiatria infantile. Luk'janenko e sua moglie Sonja vivono a Mosca con i loro affezionati animali domestici (alcuni topi e due Yorkshire Terrier).

### Idee politiche
Luk'janenko è autore di molte dichiarazioni controverse, ha negato l’autorizzazione a pubblicare le proprie opere in ucraino e ha definito le proteste del 2014 a Kiev «un crimine simile a un cambio di sesso forzato». Risulta inoltre essere il primo firmatario, assieme a un nutrito numero di autori russi, di un’esplicita dichiarazione di condanna del «nazismo del XXI secolo» e di approvazione della guerra in Ucraina, datata 28 febbraio. Nella lettera aperta al festival letterario "Stelle sul Donbass", i firmatari hanno espresso sostegno all’esercito e a Putin che ha dato via all'«operazione speciale per la denazificazione e demilitarizzazione dell’Ucraina».

## Carriera di scrittore
Autore di numerosi romanzi, è uno dei più noti e premiati scrittori russi di fantascienza e fantasy. La sua opera più nota probabilmente è la serie dei Nočnoj Dozor, i Guardiani che si battono nell'eterno scontro fra il Bene e il Male. I guardiani della notte, primo episodio della saga, è diventato un libro cult in Russia, soprattutto per il pubblico giovanile, probabilmente più famoso de Il Signore degli Anelli di Tolkien.

### I primi anni
Luk'janenko iniziò a scrivere verso la metà degli anni ottanta e diede alla luce il suo primo lavoro nel 1988. Il titolo inglese del racconto breve era in origine Misconduct, ma venne pubblicato in seguito come Where The Mean Enemy Lurks. Tuttora non sono pubblicati in lingua italiana. Pur trovandosi a scrivere in un periodo politicamente movimentato, dove la fantascienza poteva spesso venire considerata uno strumento politico più che un'arte, Luk'janenko ebbe la fortuna di attirare la benevolenza delle alte sfere, ottenendo il supporto statale che gli consentì di frequentare seminari e anche pubblicare alcune storie brevi e racconti.
I lavori di questo suo primo periodo rivelano chiaramente l'influenza del famoso scrittore per l'infanzia russo Vladislav Krapivin, di cui Luk'janenko rimane tuttora un ammiratore. Fra questi possiamo ricordare Eight Color of Rainbow, che condivide con gli altri lavori del primo periodo le tematiche del passaggio all'età adulta, della lealtà, dell'amicizia. I protagonisti sono sempre adolescenti, come anche l'audience per cui sono scritti.

### L'ascesa
Nonostante il periodo difficile per la letteratura domestica venutosi a creare con il crollo dell'Unione Sovietica, Luk'janenko ebbe la fortuna di essere già abbastanza conosciuto nell'ambiente della fantascienza. La circolazione di alcune copie elettroniche dei suoi romanzi e il suo stile personale che combinava trame intricate e azione gli valsero l'affermazione sulla scena letteraria fantascientifica russa.
Di questo periodo sono le opere Nuclear Dream, una collezione di racconti brevi, e due epopee spaziali, entrambe trilogie: Lord from Planet Earth e Line of Dreams (ispirata all'ambientazione del videogioco Master of Orion). Uno dei suoi libri più notevoli di questo periodo rimane Autumn Visits, scritto in un difficile periodo di profonda depressione. Bisogna menzionare in questo periodo anche Labyrinth of Reflections, spesso considerato un romanzo cyberpunk, ma da molti considerato più semplicemente una storia d'amore. Curiosamente a quel tempo Luk'janenko non disponeva ancora di una connessione internet e basò la sua conoscenza cyberpunk soltanto sulla propria esperienza della wan.

### Il cambiamento
Si può considerare il trasferimento a Mosca come la fine del primo periodo di Luk'janenko. Da quel momento in poi, anche grazie ad un ambiente editoriale e letterario più aperto, Luk'janenko iniziò una serie di sperimentazioni letterarie ed un nuovo periodo della sua carriera. Di questo periodo sono lavori come Seekers of Heaven e la serie Genome (in realtà un compimento di suoi precedenti lavori) e ancora The Stars Are Cold Toys.

### Il successo
L'opera che lo consacrò definitivamente al successo è I guardiani della notte, che segna il ritorno di Luk'janenko al fantasy, genere spesso toccato ma mai approfondito dall'autore. In particolare l'ambientazione urban fantasy a Mosca è particolarmente pittoresca e ricca di figure vivide e personaggi convincenti che gli hanno aperto la strada al successo in patria.
Nel 2004 I guardiani della notte è diventato un film distribuito prima in Russia dalla Gemini e successivamente adattato dalla Fox Searchlight per la distribuzione internazionale. Il film arriva anche in Italia il 24 ottobre 2005. Il film, pur essendo completamente diverso dai romanzi d'origine, è stato salutato come "il nuovo inizio del cinema russo" e proposto alla selezione dell'Oscar straniero, inoltre ha polverizzato ogni record di incassi fino a imporsi all'attenzione delle majors americane ottenendo la distribuzione in molti Paesi. Il capitolo cinematografico successivo, I guardiani del giorno, è uscito in Russia a gennaio 2006, uscito negli Stati Uniti nel giugno, 2007, ed in Italia il 9 novembre 2007.
Nel 2008, dopo l'uscita del quarto libro della saga dei guardiani, Gli ultimi guardiani, lo scrittore sembrava aver dichiarato di voler chiudere definitivamente con il Ciclo dei Guardiano. Queste voci non sono state però confermate, tant'è che nel 2012 è uscito un altro capitolo, Novyi Dozor (Новый дозор), che è arrivato in Italia nell'ottobre 2015, sempre da Mondadori. Ancora una volta si era detto che questo sarebbe stato l'ultimo, ma ancora una volta le voci sono state smentite: nel 2014 è infatti arrivato il 6º capitolo, Shestoi Dozor (Шестой Дозор), ancora inedito in Italia ma che presumibilmente arriverà nell'autunno 2016. Questa volta è però lo stesso autore a confermare che sarà l'ultimo libro e che è sempre stato nelle sue intenzioni arrivare a 6 libri per il Ciclo dei Guardiani.

## Premi e riconoscimenti
- 1993: "Aelita" - "Start Award" per il racconto breve Atomnyj son (Атомный сон - Nuclear Dream)
- 1995: "Interpresscon Award" per il racconto breve Fugu v mundire - Poached fugu
- 1995: "Sibcon" - Premio "Sword of Rumatha" per il romanzo "Knights of forty islands"
- 1996: "Interpresscon Award" per il racconto "Servant"
- 1997: "Stranger" - Premio "Sword of Rumatha" per i due volumi di "Imperiors of Illusions"
- 1998: "SF Forum" - Premio "Sigma-F" per il romanzo "Autumn Visits"
- 1998: "Zilantkon" - Premio "Big Zilant" per il romanzo "Labyrinth of Reflections"
- 1999: "Aelita" - "Premio Aelita" per il contributo al genere fantascienza
- 1999: "Stranger" - Premio "Stranger" nella categoria "Major form" per il romanzo "I guardiani della notte"
- 1999: "Star Bridge" - Premio "Silver Kladutsey" nella categoria "Serials and sequels" per il romanzo "False Mirrors"
- 1999: "Star Bridge" - Premio "Silver Kladutsey" nella categoria "Major form" per il romanzo "I guardiani della notte"
- 2000: "Interpresscon Award" - nella categoria "Major form" per il romanzo "False Mirrors"
- 2000: Premio Speciale - "Miglior omicidio letterario di Yury Semetsky ("Best literature murder of Yury Semetsky") per il romanzo "Genome"
- 2000: "Star Bridge" - Premio "Gold Kladutsey" nella categoria "Serials and sequels" per il romanzo "I guardiani del giorno"
- 2000: Premio Speciale - dal "Kharkov's institute crankes" per meriti encomiabili nel genere fantascienza
- 2001: "Russcon" - Premio "Gold Russcon" per il romanzo "I guardiani del giorno"
- 2001: "Interpresscon" - Premio "Russian S.F." per i due volumi de "Seekers of the Sky"
- 2001: "Lituanikon" - Primo premio nella sezione "miglior autore straniero"
- 2001: "Star Bridge" - Premio "Silver Kladutsey" nella categoria "Serials and sequels" per il romanzo "Morning Nears"
- 2001: "Stranger" - Premio "Stranger" nella categoria "Minor form" per il racconto breve "Evening conference with Mr Separate Deputy"
- 2002: "Ruscon" - Premio "Alisa" per il romanzo "Dances in the Snow"
- 2002: "Interpresscon Award" - nella categoria "Minor form" per il racconto "From fate"
- 2003: "Ruscon" - Premio "Gold russcon" per il romanzo "Spectrum"
- 2003: "Ruscon" - Premio "Silver russcon" per il racconto breve "Frontier time"
- 2003: "Kiyvcon - Premio "Big Urania" per il romanzo "Spectrum"
- 2003: "SF Forum" - Premio "Sigma-F" per il romanzo "Spectrum"
- 2003: "Interpresscon" - Premio "Bronze snail" nella categoria "Major form" per il romanzo "Spectrum"
- 2003: "Interpresscon Award" - nella categoria "Major form" per il romanzo "Spectrum"
- 2003: "EuroCon-2003" - Sergey Lukyanenko ammesso in qualità di miglior autore per l'Europa
- 2003: "Star Bridge" - Premio "Gold Kladutsey" nella categoria "Major form" per il romanzo "Spectrum"
- 2004: "Star Bridge" - Premio "Gold Kladutsey" nella categoria "Serials and sequels" per il romanzo "I guardiani del crepuscolo"
- 2005: "Ruscon" - "Scrittore di fantascienza dell'anno"

## Opere
(elenco parziale)

### Ciclo dei Guardiani
1. I guardiani della notte (Ночной дозор, Nočnoj Dozor, 1998), Mondadori, 2005
2. I guardiani del giorno, Mondadori, 2006
3. I guardiani del crepuscolo, Mondadori, 2007
4. Gli ultimi guardiani, Mondadori, 2008
5. I nuovi guardiani, Mondadori, 2015
6. Sixth Watch, inedito in Italia - Edito in lingua russa nel 2014

I primi tre volumi sono stati riuniti nella raccolta I guardiani della notte - La trilogia, Mondadori, 2012.

### Dilogia dellaTorre del Tempo
1. La torre del tempo, Mondadori (2010)
2. Чистови́к (Chistovik), inedito in Italia - Edito in lingua russa nel 2007

### Trilogia dello "specchio di riflessioni"
- Labirint otraženij (Лабиринт отражений), 1997

### Romanzi singoli
- Trix Solier. L'apprendista mago, Fanucci Editore (2014)